# Raïs M'Bolhi
Raïs M'Bolhi (París, Francia, 25 de abril de 1986) es un futbolista argelino. Juega de guardameta y su  último equipo fue el CR Belouizdad del Championnat National de Première Division. Es también internacional con la selección de fútbol de Argelia, equipo al cual representó en las Copas Mundiales de 2010 y 2014.

## Trayectoria

### Inicios y primeros clubes
M'Bolhi nació en París, Francia. Su padre es congoleño y su madre, de Argelia. Ambos se divorciaron cuando M'Bolhi era muy joven, por eso creció con su madre quien concretamente provenía de Bordj Bou Arreridj. Es musulmán y ha afirmado estar orgulloso de ser un argelino musulmán.
Empezó a jugar fútbol para el RCF París. En 2003, se unió al Olympique de Marsella, aunque no llegó a jugar a nivel profesional hasta ser declarado como jugador libre en enero de 2006. M'Bolhi fue comprado por el club escocés Heart of Midlothian como uno de los once refuerzos en la ventana de transferencias de enero. Sin embargo, al igual que los recién llegados Luděk Stracený y Martin Petras, no fue considerado para la temporada 2006/07 y abandonó el club sin jugar ni una vez por el primer equipo.
Justo antes del inicio de la temporada 2006/07, M'Bolhi firmó con el club griego Ethnikos Piraeus que competía en la Beta Ethniki (segunda división griega). M'Bolhi debutó profesionalmente en el conjunto de Atenas y realizó 5 apariciones por la liga hasta que fue contratado por el Panetolikos de la Gamma Ethniki (tercera división de Grecia). Se marchó en 2008 al Ryūkyū de la Japan Football League (tercer nivel en el sistema futbolístico de Japón). Ahí disputó 22 partidos por liga.

### Slavia Sofía
En mayo de 2009, el Slavia Sofía de Bulgaria contrató a M'Bolhi, quien firmó por 2 años. Su debut competitivo con el Slavia se produjo el 14 de junio de 2009 ante el Lokomotiv Sofía. En enero del próximo año, M'Bohli fue reconocido como el mejor portero de 2009 de la Liga Profesional de Bulgaria. Los seguidores del Slavia lo votaron como el mejor jugador de la temporada 2009/10.
El 6 de mayo de 2010, M'Bohli estuvo a prueba por dos días con el poderoso Manchester United inglés pero no logró ingresar al equipo. El 23 de junio del mismo año, el Newcastle United ofreció una oferta de 1 millón de libras esterlinas por M'Bolhi pero las negociaciones se cayeron.

### CSKA Sofía
El 30 de agosto de 2010, fue cedido al CSKA Sofía hasta fin de año. Debido a las pobres actuaciones de Ivan Karadzhov y Zdravko Chavdarov, M'Bolhi se estableció como guardameta titular para el resto de la primera mitad de la temporada y la fase de grupos de la Liga Europea.

### Krylia Sovetov
El 16 de diciembre de 2010, M'Bolhi fue transferido al Krylia Sovetov Samara de Rusia, con un contrato válido por tres años y medio. Debutó el 12 de marzo de 2011 en la derrota de visita por la mínima diferencia ante el Spartak Nalchik. El 2 de agosto, fue prestado por un año al CSKA Sofía.

### Philadelfia Union
El 30 de junio de 2014 se confirmó que M'Bolhi había sido transferido al Philadelphia Union de la Major League Soccer norteamericana.

## Selección nacional

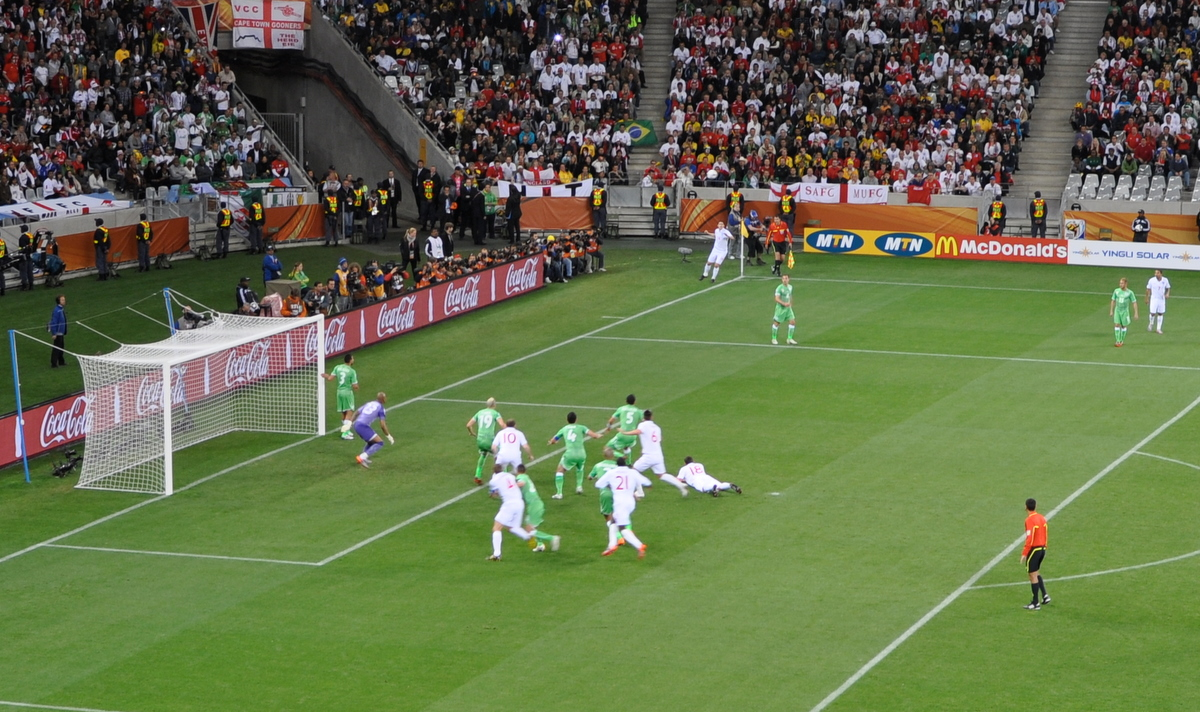
M'Bholi en el arco de Argelia frente a Inglaterra en el segundo partido del Grupo C de la Copa Mundial de Fútbol de 2010.

### Categorías inferiores
Mientras estaba en el Olympique de Marsella, fue convocado a la selección de Francia sub-17 en noviembre de 2002 para un amistoso frente a Inglaterra. En 2003, fue seleccionado para los amistosos con Portugal y República Checa. En junio de 2004 recibió su primera y única convocatoria a la selección sub-18 de Francia para un torneo disputado en Salerno.
Fue llamado a la selección sub-23 de Argelia pero no fue habilitado por su club.

### Absoluta
Ha sido internacional con la selección de fútbol de Argelia en 96 ocasiones. Su debut con la selección absoluta se produjo el 28 de mayo de 2010 en la derrota por 3–0 ante Irlanda con M'Bholi ingresando al campo de juego en el segundo tiempo cuando el conjunto argelino ya perdía 2-0. Robbie Keane le anotó de penal.
Fue convocado a la lista final de 23 jugadores para la Copa Mundial de Fútbol de 2010 realizada en Sudáfrica. Debido a la mala actuación de Faouzi Chaouchi en el primer encuentro ante Eslovenia, M'Bholi arrancó como titular ante Inglaterra. Su segundo partido como internacional culminaría en un empate sin goles y una buena actuación por parte suya. El único gol que concedió en el torneo lo anotó Landon Donovan, a los 91 minutos en el partido contra Estados Unidos disputado el 23 de junio. Argelia se quedó fuera del torneo en primera fase.
El 2 de junio de 2014 fue incluido en la lista final de 23 jugadores que representaron a Argelia en la Copa Mundial de Fútbol de 2014., donde Argelia fue sorpresa en el mundial al clasificar a octavos, siendo M'Bholi uno de los artífices, haciendo unas actuaciones asombrosas.

### Participaciones en Copas del Mundo
| Mundial                        | Sede      | Resultado        |
| ------------------------------ | --------- | ---------------- |
| Copa Mundial de Fútbol de 2010 | Sudáfrica | Primera fase     |
| Copa Mundial de Fútbol de 2014 | Brasil    | Octavos de final |

## Clubes
| Club                           | País           | Año       |
| ------------------------------ | -------------- | --------- |
| Heart of Midlothian F. C.      | Escocia        | 2006      |
| Ethnikos Piraeus F. C.         | Grecia         | 2006-2007 |
| Panetolikos                    | Grecia         | 2007-2008 |
| FC Ryūkyū                      | Japón          | 2008-2009 |
| P. F. C. Slavia Sofía          | Bulgaria       | 2009-2010 |
| P. F. C. CSKA Sofía            | Bulgaria       | 2010      |
| P. F. C. Krylia Sovetov Samara | Rusia          | 2011      |
| P. F. C. CSKA Sofía            | Bulgaria       | 2011-2014 |
| Philadelphia Union             | Estados Unidos | 2014-2015 |
| Antalyaspor                    | Turquía        | 2015-2017 |
| Stade Rennais F. C.            | Francia        | 2017      |
| Al-Ettifaq                     | Arabia Saudita | 2018-2022 |
| Al-Qadisiyah F. C.             | Arabia Saudita | 2022-2023 |
| CR Belouizdad                  | Argelia        | 2023-2024 |

## Palmarés

### Títulos internacionales
| Título                    | Club (*)             | País   | Año  |
| ------------------------- | -------------------- | ------ | ---- |
| Copa Africana de Naciones | Selección de Argelia | Egipto | 2019 |
| Copa Árabe de la FIFA     | Selección de Argelia | Catar  | 2021 |

(*) Incluyendo la selección.